# تروي توملينسون
تروي توملينسون (بالإنجليزية: Troy Tomlinson)‏ هو شخصية أعمال أمريكي، ولد في 18 يناير 1964.